# Alfonso Carlos de Borbón
Don Alfonso Carlos Fernando José Juan Pío de Borbón y Austria-Este (ur. 12 września 1849 w Londynie, zm. 29 września 1936 w Wiedniu) – karlistowski pretendent do tronu Hiszpanii, jako Alfons Karol I (Alfonso Carlos I) i legitymistyczny pretendent do tronu Francji jako Karol XII (Charles XII), młodszy syn Don Juana, hrabiego Montizon (pretendenta do tronu Hiszpanii „Jana III”) i Marii Beatrycze Habsburg-Este, córki Franciszka IV, księcia Modeny. Używał tytułów książę San Jaime i Andegawenii.

## Życiorys
26 kwietnia 1871 r. w Kleinheubach poślubił Marię des Neves (5 sierpnia 1852 – 15 grudnia 1941), córkę króla Portugalii Michała I Uzurpatora i Adelajdy, córki Konstantyna, księcia zu Löwenstein-Wertheim-Rosenberg. Małżonkowie nie mieli razem dzieci. Podczas III wojny karlistowskiej w latach 1872–1876 Don Alfonso Carlos został wyznaczony przez swojego brata, pretendenta Karola VII, na dowódcę wojsk karlistowskich w Katalonii. Po klęsce znalazł się na wygnaniu we Francji. W 1931 r. po śmierci swojego bratanka Don Alfonso Carlos odziedziczył jego pretensje do tronu Hiszpanii i Francji. Ogłosił się królem Hiszpanii Alfonsem Karolem I (Alfonso Carlos I) i królem Francji Karolem XII (Charles XII). Używał również tytułów księcia San Jaime w Hiszpanii i księcia Andegawenii we Francji.

Był ostatnim męskim potomkiem Don Carlosa, hrabiego Molina, pierwszego karlistowskiego pretendenta. Po śmierci Alfonso Carlosa pojawiły się wśród karlistów różne konkurencyjne interpretacje prawa salickiego. Książę San Jaime wyznaczył tuż przed swoją śmiercią siostrzeńca swojej żony, księcia Ksawerego Parmeńskiego na „regenta Tradycyjnej Wspólnoty”. Spowodowało to rozpad karlistów na alfonsinos (popierających Alfonsa XIII) oraz cruzadistas (popierających Ksawerego).